# Марк Кокцей Нерва (консул 40 г.)
Вижте пояснителната страница за други личности с името Марк Кокцей Нерва.
Марк Кокцей Нерва (на латински: Marcus Cocceius Nerva) e политик и юрист на ранната Римска империя и баща на римския император Нерва.

## Биография
Произлиза от италийската фамилия Кокцеи от Нарни. Син е на юриста Марк Кокцей Нерва (суфектконсул 22 г.) и внук на Марк Кокцей Нерва (консул 36 пр.н.е. и юрист). Баща му е приятел с Тиберий.
През 40 г. Нерва е суфектконсул заедно с консул Калигула.
През 30 или 35 г. Нерва се жени за Сергия Плавтила, сестра на Октавий Ленат, който се жени за Рубелия Баса, дъщеря на Юлий Цезар Друз и Юлия и правнучка на Тиберий. Така Кокцеите получават връзка с Юлиево-Клавдиева династия.
Той е баща на Нерва (* 8 ноември 30 г.; † 27 януари 98 г.), бъдещ император и на Кокцея, която се омъжва за Луций Салвий Отон Тициан (консул 52 и 69 г.), по-големият брат на император Отон, и е майка на Луций Салвий Отон Кокцеиан (суфектконсул 82 г.).